# Кастре (волость)
Ка́стре (ест. Kastre vald) — волость в Естонії, адміністративна одиниця самоврядування в повіті Тартумаа.

## Географічні дані
Площа волості — 476 км2, чисельність населення на 1 січня 2017 року становила 5037 осіб.

## Населені пункти
Адміністративний центр — село Курепалу, де розташовуються управа і рада самоврядування.
На території волості розташовані:
2 селища:
Винну (Võnnu alevik), Ройу (Roiu alevik ).
49 сіл (küla):
Аадамі (Aadami), Аардла (Aardla), Аардлапалу (Aardlapalu), Агунапалу (Ahunapalu), Аґалі (Agali), Алакюла (Alaküla), Аруайа (Aruaia), Вана-Кастре (Vana-Kastre), Вескімяе (Veskimäe), Виипсте (Võõpste), Вирукюла (Võruküla), Гааслава (Haaslava), Гаммасте (Hammaste), Іґевере (Igevere), Іґназе (Ignase), Імсте (Imste), Іссаку (Issaku), Кааґвере (Kaagvere), Каарлімийза (Kaarlimõisa), Канну (Kannu), Кастре (Kastre), Кийвукюла (Kõivuküla), Кинну (Kõnnu), Кітсекюла (Kitseküla), Коке (Koke), Кріймані (Kriimani), Курепалу (Kurepalu), Куріста (Kurista), Ланґе (Lange), Лійспиллу (Liispõllu), Ляеністе (Lääniste), Меллісте (Melliste), Метсанурґа (Metsanurga), Мира (Mõra), Мякса (Mäksa), Мялетьярве (Mäletjärve), Палукюла (Paluküla), Пока (Poka), Пяксте (Päkste), Рика (Rõka), Рооксе (Rookse), Саракусте (Sarakuste), Судасте (Sudaste), Таммевалдма (Tammevaldma), Терікесте (Terikeste), Тиирасте (Tõõraste), Тіґазе (Tigase), Унікюла (Uniküla), Ярвселья (Järvselja).

## Символіка
З дня утворення волості, 24 жовтня 2017 року, і до дня прийняття нової символіки самоврядування Кастре використовувала колишні прапор та герб волості Гааслава. 15 січня 2018 року затверджені нові прапор та герб Кастре.

## Історія
Упродовж липня-жовтня 2016 року волосні ради Гааслава, Винну та Мякса на підставі Закону про організацію роботи місцевих самоврядувань, Закону про адміністративний поділ території Естонії та Закону про сприяння об'єднанню одиниць місцевого самоврядування ухвалили рішення про проведення переговорів з метою створення нової адміністративної одиниці шляхом об'єднання їх територій. 22 грудня ради волостей Гааслава, Мякса та Винну підписали Договір про об'єднання. Постановою № 8 від 12 січня 2017 року Уряд Естонії затвердив утворення нової адміністративної одиниці шляхом злиття самоврядувань Гааслава, Мякса та Винну, визначивши назву нового муніципалітету як волость Кастре. Зміни в адміністративно-територіальному устрої, відповідно до постанови, мали набрати чинності з дня оголошення результатів виборів до волосної ради нового самоврядування.
17 травня 2017 року Уряд Естонії прийняв постанову № 84 про передачу територій сіл Рика та Ярвселья, що належали волості Меексі, до складу волості Винну. Згідно з постановою територіальні зміни набули чинності 24 жовтня 2017 року.
15 жовтня 2017 року в Естонії відбулися вибори в органи місцевої влади. 24 жовтня 2017 року, після оголошення результатів виборів, офіційно утворено сільське самоврядування Кастре, а волості Винну, Гааслава та Мякса вилучені з «Переліку адміністративних одиниць на території Естонії».